# Бобе
Бобе (бе — «козёл») — бо, 14-я буква лаосского алфавита, в тайском алфавите соответствует букве бобаймай (บ), в слоге может быть и инициалью, и финалью. Как инициаль обозначает звонкий губно-губной взрывной и относится к аксонкан (средний класс) и может образовывать слоги 1,2,3 и 5-го тона. Как финаль относится к матре мекоп (финаль «П»), образует кхамтай (немодулируемый слог).
Туа-тхам: 

## Ваййакон (грамматика)
- Бо — вопросительная частица, в тайском соответствует частице «май».
- Бо — отричацельная частица при глаголах.
- Бок — лаксананам для предметов цилиндрической формы.
- Бон — лаксананам для мест.
- Быанг — лаксананам для рук, глаз, ушей.
- Бай — лаксананам для листов, билетов, тарелок, чашек, сумок и др.